# 吉姆·邦寧
吉姆·邦寧（英語：Jim Bunning，1931年10月23日—2017年5月26日）是美國共和黨籍政治人物。他也曾經是一位棒球選手。邦寧的棒球生涯是在1955年至1971年之間，他的位置是投手。1996年，他入選棒球名人堂。邦寧在1999年至2011年期間是肯塔基州的兩位參議院議員之一。